# Friedrich Gottlieb Schadow
Friedrich Gottlieb Schadow (* 28. Juli 1761 in Berlin; † 22. Oktober 1831 ebenda) war ein deutscher Architekt.

## Leben
Schadow lernte die Baukunst bei Friedrich Wilhelm von Erdmannsdorff und Andreas Ludwig Krüger in Berlin und Potsdam. 1812 zog er ganz nach Berlin, wo er am 10. Juli 1819 Mitglied der königlichen Akademie der Künste, dann königlicher Hofbaurat und schließlich Direktor der königlichen Schlossbaukommission wurde. Er war Mitglied der Berliner Freimaurerloge Zum Pilgrim. Sein Sohn Albert Dietrich Schadow war ebenfalls als Architekt in Brandenburg tätig.